# Огуленко, Максим Артёмович
Максим Артёмович Огуленко (1899—1974) — красноармеец Рабоче-крестьянской Красной Армии, участник Великой Отечественной войны, Герой Советского Союза (1945).

## Биография
Максим Огуленко родился 19 июля 1899 года в Аккермане (ныне — Белгород-Днестровский Одесской области Украины). Окончил начальную школу. В 1918 году Огуленко добровольно пошёл на службу в Рабоче-крестьянскую Красную Армию. Участвовал в боях Гражданской войны. Демобилизовавшись, проживал в Одессе, работал грузчиком.
23 июня 1941 года Огуленко вторично был призван в армию и направлен на фронт Великой Отечественной войны. В боях два раза был ранен.
К январю 1945 года гвардии красноармеец Максим Огуленко был стрелком 1-го мотострелкового батальона 17-й гвардейской механизированной бригады 6-го гвардейского механизированного корпуса 4-й танковой армии 1-го Украинского фронта. Отличился во время освобождения Польши. В январе 1945 года Огуленко в числе первых переправился через Одер в районе Кёбена (ныне — Хобеня) и принял активное участие в блокировании немецких дотов, уничтожив 2 вражеских солдат и ещё 2 взяв в плен. Вместе со своими товарищами участвовал в отражении семи немецких контратак. 26 января 1945 года Огуленко первым ворвался в расположение противника и уничтожил немецкий пулемёт, а его расчёт взял в плен. В последующем бою получил тяжёлое ранение, но продолжал сражаться.
Указом Президиума Верховного Совета СССР от 10 апреля 1945 года за «образцовое выполнение заданий командования на фронте борьбы с немецкими захватчиками и проявленные при этом доблесть и мужество» гвардии красноармеец Максим Огуленко был удостоен высокого звания Героя Советского Союза с вручением ордена Ленина и медали «Золотая Звезда».
После окончания войны Огуленко был демобилизован. Вернулся в Одессу. Умер 3 июля 1974 года.
Был также награждён рядом медалей.
В селе Выпасное имеется улица, которая носит имя Героя.